# Hans Walter Wild
Hans Walter Wild (* 27. November 1919 in Würzburg; † 24. Mai 2001 in Bayreuth) war ein deutscher Verwaltungsjurist und Kommunalpolitiker (SPD). Vom 1. Mai 1958 bis zum 30. April 1988 war er Oberbürgermeister der Stadt Bayreuth.

## Leben und Wirken
Wild wurde 1958, nach einem harten Wahlkampf gegen den Rechtsanwalt Fritz Meyer von der Überparteilichen Wählergruppe (ÜFW), als Nachfolger von Hans Rollwagen in das höchste Amt der Stadt gewählt. Gegen den Duzfreund von Franz Josef Strauß stellte dessen Partei CSU keinen Gegenkandidaten für das Oberbürgermeisteramt auf. Auch während der Wahlen der folgenden 17 Jahre wurde Wild von einer „rot-schwarzen“ Koalition im Amt bestätigt. Erstmals bei der Wahl des Jahres 1976 trat die CSU mit einem eigenen Kandidaten gegen Wild an. Sein Herausforderer Ortwin Lowack nutzte im Wahlkampf den Umstand, dass Wild das Gut Grunau sehr günstig erworben hatte, und erreichte mit 41,6 % der Wählerstimmen ein überraschend gutes Ergebnis.
Wie Rollwagen ein sachkundiger Verwaltungsmann, jedoch von völlig anderem Temperament, war Wild ein „Showmaster von hohem Unterhaltungswert“, der „manchmal etwas großspurig aufgetreten“ sei. Nur wenige seiner Vorgänger dürften Bayreuth nachhaltiger geprägt haben. Bei seinem Amtsantritt war die Wohnungsnot noch nicht gebannt, in den Folgejahren veränderte ein beispielloser Bauboom das gewohnte Bild. Die bebaute Wohnfläche der Stadt verdoppelte sich in Wilds Amtszeit. In den 1960er Jahren stieß er im Stadtrat auf keine nennenswerte Opposition.
In seine Amtszeit fielen unter anderem der Bau des Neuen Rathauses und des größtenteils mehrspurigen Straßenzugs „Stadtkernring“ sowie die Gründung der Universität. Dass dabei zuweilen sinnlos historische Bausubstanz zerstört wurde, wird im Rückblick vielfach kritisch gesehen. Aus heutiger Sicht erhaltenswerte Gebäude wie der Fachwerkbau „Eck-Schobert“ oder die „Tabulatur“ (Wohnhaus des Dirigenten Hans Richter), aber auch die Ludwigsbrücke über den Roten Main fielen der Spitzhacke zum Opfer. Den Abriss der Priesterhäuser in der Sophienstraße aus dem 16. Jahrhundert („für mich sind das letzten Endes alte Schuppen“) wie auch der ersten bayerischen Sozialsiedlung Burg setzte er gegen den Willen des Stadtbaurats, der sich auf Denkmalpfleger und Stadthistoriker berief, durch.
Nach 30 Jahren als Oberbürgermeister von Bayreuth gab Wild das Amt ab. Sein Nachfolger wurde der im Frühjahr 1988 gewählte Sozialdemokrat Dieter Mronz.

## Ehrungen
- 1974: Verdienstkreuz 1. Klasse der Bundesrepublik Deutschland
- 30. April 1988: Ehrenbürger der Stadt Bayreuth
- 1990: Großes Verdienstkreuz der Bundesrepublik Deutschland
- 2002: Benennung des Hans-Walter-Wild-Stadions
- Goldener Ehrenring der Stadt Bayreuth
- Bayerischer Verdienstorden

## Trivia
Nach der Rückkehr der Raumkapsel Apollo 8 (erster bemannter Flug zum Mond) lud Wild in einem Telegramm an Wernher von Braun die drei Astronauten Frank Borman, William Anders und James Lovell zu einem Besuch der Richard-Wagner-Oper Der fliegende Holländer nach Bayreuth ein.